# Muis (klank)
De muis is een klein stofkorreltje dat ontstaat doordat zich in de klankkast van een cello in de loop der tijd stofdeeltjes ophopen.
Door beweging kan het stofkorreltje in de klankkast tijdens het bespelen van het instrument hoorbaar worden.